# Acantholejeunea spinistipula
Acantholejeunea spinistipula är en bladmossart som först beskrevs av Theodor Carl Karl Julius Herzog, och fick sitt nu gällande namn av Rudolf Mathias Schuster. Acantholejeunea spinistipula ingår i släktet Acantholejeunea och familjen Lejeuneaceae. Inga underarter finns listade i Catalogue of Life.